# Deurimaruwa
Deurimaruwa (nep. देउरीमरुवा) – gaun wikas samiti we wschodniej części Nepalu w strefie Sagarmatha w dystrykcie Saptari. Według nepalskiego spisu powszechnego z 2001 roku liczył on 499 gospodarstw domowych i 2950 mieszkańców (1428 kobiet i 1522 mężczyzn).